# 萨拉济耶
萨拉济耶（法語：Sarraziet，法語發音：[saʁazjɛ]）是法国朗德省的一个市镇，属于蒙德马桑区。

## 地理
萨拉济耶（43°42'10"N, 0°29'21"W）面积7.01 平方千米，位于法国新阿基坦大区朗德省，该省份为法国西南部沿海省份，是法國本土面积第二大的省，北起吉倫特省，西临大西洋，南至大西洋比利牛斯省，东临热尔省，东北与洛特-加龍省接壤。
与萨拉济耶接壤的市镇（或旧市镇、城区）包括：库迪尔、埃尔-蒙屈布、蒙苏埃、维耶勒蒂尔桑。

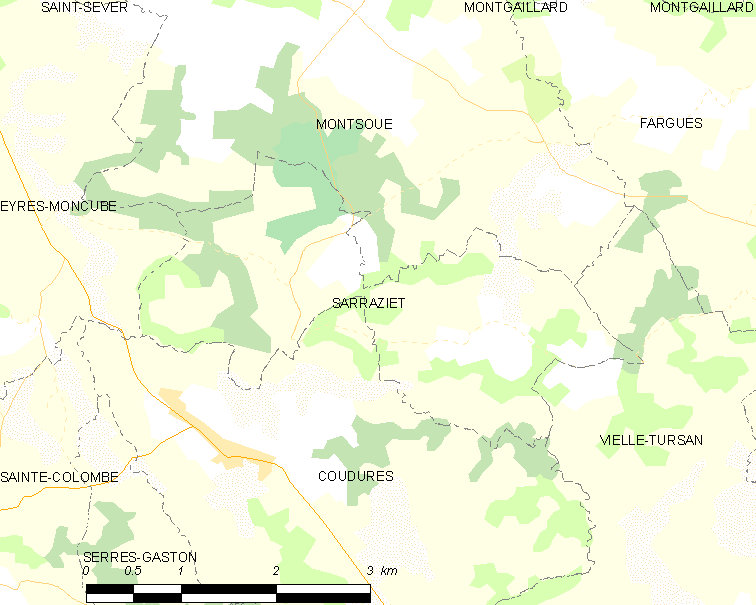
萨拉济耶的OSM定位图

萨拉济耶的时区为UTC+01:00、UTC+02:00（夏令时）。

## 行政
萨拉济耶的邮政编码为40500，INSEE市镇编码为40289。

## 政治
萨拉济耶所属的省级选区为沙洛斯-蒂尔桑县。

## 人口

1962-2008年间萨拉济耶人口变化图示

萨拉济耶于2022年1月1日时的人口数量为241人。